# Nellie van Kol
Nellie van Kol ('s-Hertogenbosch, 12 december 1851 - Utrecht, 24 februari 1930) was een Nederlandse feministe, pedagoge en kinderboekenschrijfster die werd geboren als Jacoba Maria Petronella (Marie) Porreij. Zij werkte gedurende enkele jaren als onderwijzeres (1871-1876), onder andere op de kostschool van de Hernhüttersgemeente in Gnadau (Duitsland) en als gouvernante in Nederlands-Indië.

## Biografie

'Een deputatie van mevrouw v. Kol c.s. naar Atjeh'. Onderschrift: De Dames: 'Och, lieve soldaatjes, laat die arme Toekoe Oemar nu maar met rust, er is bloed genoeg vergoten!'.

In Indië trad Nellie op 27 juli 1883 in het huwelijk met de ingenieur en socialist Henri van Kol. Ze kregen twee kinderen: Lili (geboren in 1886) en Ferdi (geboren in 1891). Lili was de moeder van Heinz Polzer, beter bekend als Drs. P. Van  Kol-Porreij  schreef aanvankelijk voor socialistische bladen. Vanaf 1901 richtte zij zich op het christendom. Zij publiceerde toen in bladen als De Strijdkreet van het Leger des Heils. Ook was zij oprichtster en redactrice van De Vrouw (1893-1900), het kindertijdschrift Ons Blaadje en de Volkskinderbibliotheek (1901-1913). En Nellie schreef ‘Wat zullen de kinderen lezen?’ in: De Gids (1899)

## Publicaties in kranten en tijdschriften
- 1882 Het Soerabaja's Handelsblad. Marie Porreij publiceerde voor het eerst onder de naam Nellie.

Tot omstreeks 1892 schreef ze artikelen voor socialistische bladen als
- Vooruit.
- Recht voor Allen van de Sociaal-Democratische Bond.
- De Vrouw.
- Het kindertijdschrift Ons Blaadje.
- Volkskinderbibliotheek (1901-1903).
- Wat zullen de kinderen lezen? in: De Gids (1899).
- Vanaf 1901 publiceerde ze in De Strijdkreet van het Leger des Heils.

## Secundaire literatuur
- Fia Dieteren, Het Poésie-album van Marie Porreij. De ontbrekende schakel tussen religie en vrouwenbeweging in het leven van Nellie van Kol, Historica. Tijdschrift voor gendergeschiedenis, vol. 38 (2015), afl. 2, pag. 23-27